# Saison 2 de Newport Beach
Chronologie
Saison 1 Saison 3
Cet article présente la deuxième saison de la série télévisée Newport Beach (The O.C.).

## Distribution
Les acteurs principaux sont :
- Benjamin McKenzie : Ryan Atwood
- Mischa Barton : Marissa Cooper
- Adam Brody : Seth Cohen
- Rachel Bilson : Summer Roberts
- Peter Gallagher : Sandy Cohen
- Kelly Rowan : Kirsten Cohen
- Alan Dale : Caleb Nichol
- Melinda Clarke : Julie Cooper
- Tate Donovan : Jimmy Cooper

## Liste des épisodes
1. Distances
2. Retour à la case départ
3. Les Nouveaux
4. Rencards en groupe
5. La Soirée givrée
6. Le Miracle de Noelukkah
7. Famille recomposée
8. Chansons d'amour
9. Les Ex
10. Les Complices
11. Une seconde chance
12. Le Club des cœurs solitaires
13. Le Test de paternité
14. Femme un jour de pluie
15. Les quatre fantastiques
16. Feu de joie
17. Les Frères Atwood
18. La Pseudo Vente de charité
19. La fête est finie
20. Les Dessous d'Orange County
21. Le Retour de Nana
22. Descente en enfer
23. Le Bal aquatique
24. Les gens qu'on aime

### Épisode 1:Distances
- États-Unis : 4 novembre 2004
- France : 3 septembre 2007

- États-Unis : 8,56 millions de téléspectateurs[1]

- Chris Carmack (Luke Ward)
- Brian McNamara (Carson Ward)
- Navi Rawat (Theresa)
- Nicholas Gonzalez (pool-boy, DJ)
- Bruno Amato (Archie)

- Somersault - Zero 7
- You Got Me All Wrong - Dios Malos
- Eastern Glow - The Album Leaf
- All The Arms Around You - Halloween, Alaska

### Épisode 2:Retour à la case départ
- États-Unis : 11 novembre 2004
- France : 3 septembre 2007

- États-Unis : 8,08 millions de téléspectateurs[2]

- Amanda Righetti (Hailey Nichol)
- Michael Cassidy (Zach)
- Nicholas Gonzalez (DJ, le jardinier)
- Bruno Amato (Archie, le maître d’œuvre)
- Michelle Hurb (Mme Fisher, la conseillère d'éducation)

- Trouble Sleeping - The Perishers
- Walnut Tree - Keane
- Ester - Elefant
- The End's Not Near - The New Year
- To Be Alone With You - Sufjan Stevens

### Épisode 3:Les Nouveaux
- États-Unis : 18 novembre 2004
- France : 4 septembre 2007

- États-Unis : 7,42 millions de téléspectateurs[3]

- Michael Nouri (M. Roberts)
- Michael Cassidy (Zach)
- Shannon Lucio (Lindsay)
- Perry Anzilotti (M. Greenburg)
- Olivia Wilde (Alex)

- On The Table - A.C. Newman
- Assessment - The Beta Band
- No Yes No - Pet
- Faded Beauty Queens - The Thrills
- Little House of Savages - The Walkmen
- What's In It For Me - The Walkmen
- Weekends - The Perishers
- Worn Me Down - Rachel Yamagata

### Épisode 4:Rencards en groupe
- États-Unis : 2 décembre 2004
- France : 4 septembre 2007

- États-Unis : 6,51 millions de téléspectateurs[4]

- Michael Cassidy (Zach)
- Shannon Lucio (Lindsay)
- Nicholas Gonzalez (DJ)
- Gregory Itzin (M. Herbert)
- Olivia Wilde (Alex)

- Silence - Gomez
- Fortress - Pinback
- On Your Way - The Album Leaf
- Domesticada - The Mosquitos
- Smile Like You Mean It - The Killers
- Mr. Brightside - The Killers
- Everything Will Be Alright - The Killers
- Primitive (The Way I Treat You) - Ambulance LTD
- Sometimes You Can't Make it On Your Own - U2

### Épisode 5:La Soirée givrée
- États-Unis : 9 décembre 2004
- France : 5 septembre 2007

- États-Unis : 6,36 millions de téléspectateurs[5]

- Michael Cassidy (Zach)
- Nicholas Gonzalez (DJ)
- Shannon Lucio (Lindsay)
- Kathleen York (Renee Wheeler)
- Olivia Wilde (Alex)

- Goodnight and Go - Imogen Heap
- Run Run Run - Phoenix
- Desperate Guys - The Faint
- Cool - Gwen Stefani
- Closer - Dirty Vegas
- Let it Die - Leslie Feist
- Turn Off/Turn On - Mascott
- Soft Light - Frausdots
- Lay Lady Lay - Magnet ft Gemma Hayes

### Épisode 6:Le Miracle de Noelukkah
- États-Unis : 16 décembre 2004
- France : 5 septembre 2007

- États-Unis : 6,36 millions de téléspectateurs[6]

- Shannon Lucio (Lindsay)
- Kathleen York (Renee Wheeler)

- Christmas is Going to The Dogs - Eels
- As - Har Mar Superstar
- Mamacita, Donde Esta Santa Claus - Guster
- Hustle - Van McCoy
- Carol of The Meows - Guster
- Christmas - Leona Naess
- Silent Nigh - CHAP 200
- Maybe This Christmas - Ron Sexsmith

### Épisode 7:Famille recomposée
- États-Unis : 6 janvier 2005
- France : 6 septembre 2007

- États-Unis : 7,65 millions de téléspectateurs[7]

- Michael Cassidy (Zach)
- Shannon Lucio (Lindsay)
- Nicholas Gonzalez (DJ)
- Olivia Wilde (Alex)

- Let's Go - Olympic Hopefuls
- Paper Thin Walls - Modest Mouse
- The View - Modest Mouse
- Save This Town - Blue Foundation
- Soulfood (Charles Webster's Banging House Dub) - Martina Topley Bird
- Twilight - Elliot Smith
- The World At Large - Modest Mouse

### Épisode 8:Chansons d'amour
- États-Unis : 13 janvier 2005
- France : 6 septembre 2007

- États-Unis : 7,46 millions de téléspectateurs[8]

- Michael Cassidy (Zach)
- Shannon Lucio (Lindsay)
- Nicholas Gonzalez (DJ)
- Jordan Baker (Elaine, la mère de Zach)
- Devin Sidell (Abigail, la sœur de Zach)
- Olivia Wilde (Alex)

- Don't Give Up On Me - Solomon Burke
- Baby You Should Know - Joy Zipper
- Open Arms - Journey
- New Hampshire - Matt Pond PA
- Don't Give Up On Me - Sandy Cohen
- She's No Lady, She's My Wife - Sandy Cohen

- À partir de cet épisode, Tate Donovan (Jimmy Cooper) n'est plus crédité comme acteur principal dans le générique.

### Épisode 9:Les Ex
- États-Unis : 20 janvier 2005
- France : 7 septembre 2007

- États-Unis : 7,87 millions de téléspectateurs[9]

- Michael Cassidy (Zach)
- Shannon Lucio (Lindsay)
- Emmanuelle Chriqui (Jody)
- Michael Simpson (Matt Miller)
- Olivia Wilde (Alex)

- Hardcore Days & Softcore Nights - Aqueduct
- Play - Flunk
- Saturday Night - The Thrills
- Girls Can Be Cruel - Infusion
- California - Jazzelicious
- Not For All the Love in the World - The Thrills
- Honey Dew - Tom Quick
- Curse of Comfort - The Thrills
- Strange Religion - Mark Lanegan Band

### Épisode 10:Les Complices
- États-Unis : 27 janvier 2005
- France : 7 septembre 2007

- États-Unis : 8,11 millions de téléspectateurs[10]

- Michael Cassidy (Zach)
- Shannon Lucio (Lindsay)
- Emmanuelle Chriqui (Jody)
- Jeffrey Dean Morgan (Joe)
- Barry Newman (professeur Max Bloom)
- Olivia Wilde (Alex)

- Hands Up! - Walking Concert
- 10AM Automatic - The Black Keys
- Western Springs - Poster Children
- Evil - Interpol
- Portions For Foxes - Rilo Kiley
- Warmth - Tiger Lou
- Strangerman - Ringside
- Pretty (Ugly Before) - Elliot Smith

### Épisode 11:Une seconde chance
- États-Unis : 3 février 2005
- France : 10 septembre 2007

- États-Unis : 7,25 millions de téléspectateurs[11]

- Kim Delaney (Rebecca Bloom)
- Michael Cassidy (Zach)
- Shannon Lucio (Lindsay)
- Barry Newman (professeur Max Bloom)
- Olivia Wilde (Alex)

- Summer Guest - The Go Find
- Everybody Come Down - The Delgados
- Sweets - M. Craft
- True Love Goes - Trent Dabbs
- Cartwheels - The Reindeer Section
- The Bully - Sia Furler
- Reason Why - Rachel Yamagata

### Épisode 12:Le Club des cœurs solitaires
- États-Unis : 10 février 2005
- France : 11 septembre 2007

- États-Unis : 8,15 millions de téléspectateurs[12]

- Kim Delaney (Rebecca Bloom)
- Michael Cassidy (Zach)
- Shannon Lucio (Lindsay)
- Thomas Joseph Thyne (Larry Bernstein)
- Barry Newman (professeur Max Bloom)
- Olivia Wilde (Alex)

- Rear Moth - Psapp
- Tourist - Athlete
- No Idea - J. Belle
- True Love Goes - Trent Dabbs
- The Outer Banks - The Album Leaf
- Non- Photo-Blue - Pinback
- Streamside - The Album Leaf
- Another Day - The Album Leaf
- Sambossa - Jazzelicious
- Follow - Bang Gang
- Eve, The Apple Of My Eye - Bell X1

### Épisode 13:Le Test de paternité
- États-Unis : 17 février 2005
- France : 12 septembre 2007

- États-Unis : 7,79 millions de téléspectateurs[13]

- Kim Delaney (Rebecca Bloom)
- Michael Cassidy (Zach)
- Shannon Lucio (Lindsay)
- Christopher Lawford (Ross)
- Kathleen York (Renee Wheeler)
- Olivia Wilde (Alex)

- No Sleep - Sam Roberts
- Lesson No 1 - Viva Voce
- Memories Left At Sea - Sunday Runners
- Faking The Books - Lali Puna
- Your Ex- Lover Is Dead - Stars
- Misread - Kings of Convenience
- Universal Traveler - Air

### Épisode 14:Femme un jour de pluie
- États-Unis : 24 février 2005
- France : 13 septembre 2007

- États-Unis : 7,23 millions de téléspectateurs[14]

- Kim Delaney (Rebecca Bloom)
- Michael Cassidy (Zach)
- Shannon Lucio (Lindsay)
- Jordan Baker (Elaine, la mère de Zach)
- Devin Sidell (Abigail, la sœur de Zach)
- Kathleen York (Renee Wheeler)
- Olivia Wilde (Alex Kelly)

- No Rain - Blind Melon
- In Every Sunflower - Bell X1
- God Killed The Queen - Louis XIV
- Save It For A Rainy Day - Jayhawks
- No Easy Way To Say Goodbye - Joel Evans & Friends
- End Of The Road - Boyz II Men
- Champagne Supernova - Matt Pond PA

### Épisode 15:Les Quatre Fantastiques
- États-Unis : 10 mars 2005
- France : 14 septembre 2007

- États-Unis : 7,66 millions de téléspectateurs[15]

- Billy Campbell (Carter Buckley)
- Amber Heard (la vendeuse)
- Johnny Messner (Lance Baldwin)
- Olivia Wilde (Alex Kelly)

- Girl - Beck
- Big Talker - The Murmurs
- TKO - Le Tigre
- At The Mall - Pansy Division
- C + F - Sam Prekop
- E - Pro - Beck
- Que Onda Guero - Beck
- Scarecrow - Beck
- Missing - Beck
- True Love Will Find You In The End - Beck

### Épisode 16:Feu de joie
- États-Unis : 17 mars 2005
- France : 17 septembre 2007

- États-Unis : 7,55 millions de téléspectateurs[16]

- Billy Campbell (Carter Buckley)
- Johnny Messner (Lance Baldwin)
- Olivia Wilde (Alex Kelly)

- Meantime - The Futureheads
- What I'm Looking For - Brendan Benson
- Debaser - Pixies
- Frequency - Feeder
- Rock You Like A Hurricane - Scorpions
- AFK - Pinback
- Snakes of Hawaii - Army Navy
- A Smile That Explodes - Joseph Arthur

### Épisode 17:Les Frères Atwood
- États-Unis : 24 mars 2005
- France : 18 septembre 2007

- États-Unis : 8,59 millions de téléspectateurs[17]

- Billy Campbell (Carter Buckley)
- Michael Cassidy (Zach Stephens)
- Logan Marshall-Green (Trey Atwood)
- Jordan Baker (Elaine)
- Johnny Messner (Lance Baldwin)

- Call Me - Arthur Yoria
- Artists are Boring - Kingdom Flying Club
- Reason is Treason - Kasabian
- Saturday Night - Kaiser Chiefs
- Too Much Love - LCD Soundsystem
- Like You Like an Arsonist - Paris Texas
- Beat Up Blue (Lucid Version) - Justin Catalino
- I Only Want You - Eagles of Death Metal
- New Innocent Tyro Allegory - Havergal

### Épisode 18:La Pseudo Vente de charité
- États-Unis : 7 avril 2005
- France : 19 septembre 2007

- États-Unis : 6,79 millions de téléspectateurs[18]

- Billy Campbell (Carter Buckley)
- Michael Cassidy (Zach Stephens)
- Logan Marshall-Green (Trey Atwood)
- Kim Oja (Taryn)

- Play - Flunk
- Sister Jack - Spoon
- Banquet - Bloc Party
- Love On A Real Train - Tangerine Dream
- Legendary - Lou Barlow
- Marvo Ging - Chemical Brothers

### Épisode 19:La fête est finie
- États-Unis : 14 avril 2005
- France : 20 septembre 2007

- États-Unis : 7,05 millions de téléspectateurs[19]

- Billy Campbell (Carter Buckley)
- Marguerite Moreau (Reed Carlson)
- Michael Cassidy (Zach Stephens)
- Logan Marshall-Green (Trey Atwood)
- Aya Sumika (Erin Lee)
- Nikki Griffin (Jess)
- Johnny Messner (Lance Baldwin)

- Requiem for O.M.M. - Of Montreal
- Stop Dragging Me Down - The Obscurities
- Under The Milky Way - The Church
- Decent Days and Nights - The Futureheads
- Technologic - Daft Punk
- Here I Go Again - Whitesnake
- Daft Punk is Playing At My House - LCD Soundsystem
- Every Rose Has Its Thorn - Poison
- Mi Casa - Beat Phreaks
- Melt - Way Out West

### Épisode 20:Les Dessous d'Orange County
- États-Unis : 21 avril 2005
- France : 21 septembre 2007

- États-Unis : 7,05 millions de téléspectateurs[20]

- Billy Campbell (Carter Buckley)
- Marguerite Moreau (Reed Carlson)
- Michael Cassidy (Zach Stephens)
- Logan Marshall-Green (Trey Atwood)
- Nikki Griffin (Jess)
- Travis Van Winkle (Kyle)
- Gary Hershberger (Tom MacGinty)
- Grant Thompson (Damon)
- Catherine Kresge (Cherilyn Featherbrook)
- Johnny Messner (Lance Baldwin)

- Sound Makes a Circle - Audible
- House on Fire - Arkarna
- Title and Registration - Death Cab For Cutie
- Movie Script Ending - Death Cab For Cutie
- Sound of Settling - Death Cab For Cutie
- How Does it Feel - The Koreans
- Tres Cosas - Juana Molina
- Trust Me - Temper Temper
- E Talking - Soulwax
- Superluminal - Home Video
- Positive Tension - Bloc Party

### Épisode 21:Le Retour de Nana
- États-Unis : 28 avril 2005
- France : 24 septembre 2007

- États-Unis : 6,77 millions de téléspectateurs[21]

- Billy Campbell (Carter Buckley)
- Michael Cassidy (Zach Stephens)
- Logan Marshall-Green (Trey Atwood)
- Nikki Griffin (Jess)
- Tony Denison (Bobby Mills)
- Jaime King (Mary Sue)
- Linda Lavin (Sophie « Nana » Cohen)

- Eye of The Tiger - Survivor
- Shadowland - Youth Group
- Miami - Will Smith
- I Turn My Camera On - Spoon
- Step Aside - Efterklang
- Adios - Alan Paul
- Kids With Guns - Gorillaz
- Bring Em Out - T.I.
- Get Down - Cham Pain
- Questa o Quella - Rigoletto
- Night Groove - Marc Dust Trio
- Love Underground - Robbers On High Street
- Na Na Na Na Naa - Kaiser Chiefs

### Épisode 22:Descente en enfer
- États-Unis : 5 mai 2005
- France : 25 septembre 2007

- États-Unis : 7,19 millions de téléspectateurs[21]

- Michael Cassidy (Zach Stephens)
- Marguerite Moreau (Reed Carlson)
- Logan Marshall-Green (Trey Atwood)
- Nikki Griffin (Jess)

- But Then Again No - Shout Out Louds
- Hey Scenesters ! - The Cribs
- The Party's Crashing Us - Of Montreal
- Cage That Tiger - Soledad Brothers
- The Big Fight - Stars
- Freight Elevator - The Rogers Sisters
- Twenty Two Fourteen - The Album Leaf

### Épisode 23:Le Bal aquatique
- États-Unis : 12 mai 2005
- France : 26 septembre 2007

- États-Unis : 6,12 millions de téléspectateurs[22]

- Michael Cassidy (Zach Stephens)
- Marguerite Moreau (Reed Carlson)
- Logan Marshall-Green (Trey Atwood)
- Nikki Griffin (Jess)
- Matt Mckenzie (Animateur du bal)
- Cynthia Avila (Eva)
- Navi Rawat (Theresa)
- George Lucas (Lui-même)

- Dirty Loves - Love as Laughter
- Panther - Wilco
- Rae - My Pet Genius
- Antmusic - Hyper
- Cava Del Rio - Senza
- Love For Granted - Phoenix
- Nothing Like You & I - The Perishers
- Fix You - Coldplay

### Épisode 24:Les gens qu'on aime
- États-Unis : 19 mai 2005
- France : 27 septembre 2007

- États-Unis : 7,63 millions de téléspectateurs[23]

- Tate Donovan (Jimmy Cooper)
- Logan Marshall-Green (Trey Atwood)
- Garrett M. Brown (docteur Woodruff)
- Nikki Griffin (Jess)
- Amanda Righetti (Hailey Nichol)

- El Manana - Gorillaz
- Crosses - José González
- Hide and Seek - Imogen Heap
- You're Not The Law - The Dead 60s
- An Honest Mistake - The Bravery
- Hot Ride - The Prodigy
- FriendsI - Ryan Adams and The Cardinals
- Twenty Two Fourteen - The Album Leaf